# Hrabstwo Grundy (Iowa)

Piramida wieku hrabstwa

Hrabstwo Grundy – hrabstwo położone w USA w stanie Iowa z siedzibą w mieście Grundy Center. Założone w 1851 roku.

## Miasta i miejscowości
- Beaman
- Conrad
- Dike
- Grundy Center
- Holland
- Morrison
- Reinbeck
- Stout
- Wellsburg

## Drogi główne
- U.S. Highway 20
- Iowa Highway 14
- Iowa Highway 57
- Iowa Highway 175

## Sąsiednie hrabstwa
- Hrabstwo Butler
- Hrabstwo Black Hawk
- Hrabstwo Tama
- Hrabstwo Marshall
- Hrabstwo Hardin